# Morbidelli V8
Die Morbidelli V8 war ein Luxus-Motorrad des italienischen Herstellers Morbidelli, das als Tourer konzipiert war. Von der Morbidelli mit wassergekühltem V8-Motor (1994–1997) wurden vier Exemplare gebaut.

## Technik
Giancarlo Morbidelli plante seit den 1980er-Jahren einen Luxustourer in Kleinserie. Für das Design sollte Pininfarina zuständig sein und die Technik auf dem neuesten Stand. Ein wassergekühlter V8-Motor, dem berühmten Formel-1-Motor von Cosworth nachempfunden, sollte für den Vortrieb sorgen. Der Achtzylindermotor war längs im Rahmen montiert, um die Stirnfläche des Motorrades nicht zu groß werden zu lassen. Der Zylinderbankwinkel des V-Motors betrug 90 Grad, das Motorgehäuse bestand aus Magnesium. Kolben mit 55 mm Bohrung bei einem Hub von 44,6 mm, 21 mm Einlass- und 17 mm Auslass-Ventile die über obenliegende Nockenwellen und Zahnriemen bewegt wurden, waren die Motoreckdaten. Das nach damaliger Pressemeinung „nichtssagende Design“ – ebenso der enorme Verkaufspreis von 45.000 Dollar – gefiel den Kunden nicht, sodass der Produktionsbeginn abgebrochen wurde. Drei Exemplare und ein Prototyp sind erhalten.

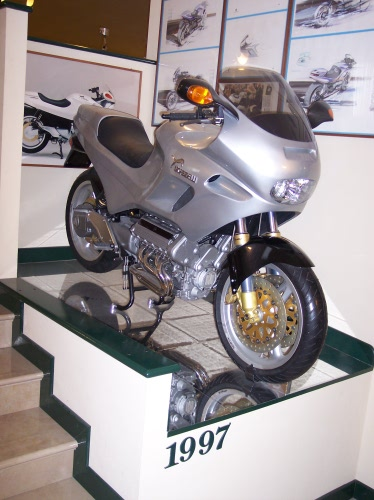
Die Morbidelli V8 im Morbidelli-Museum
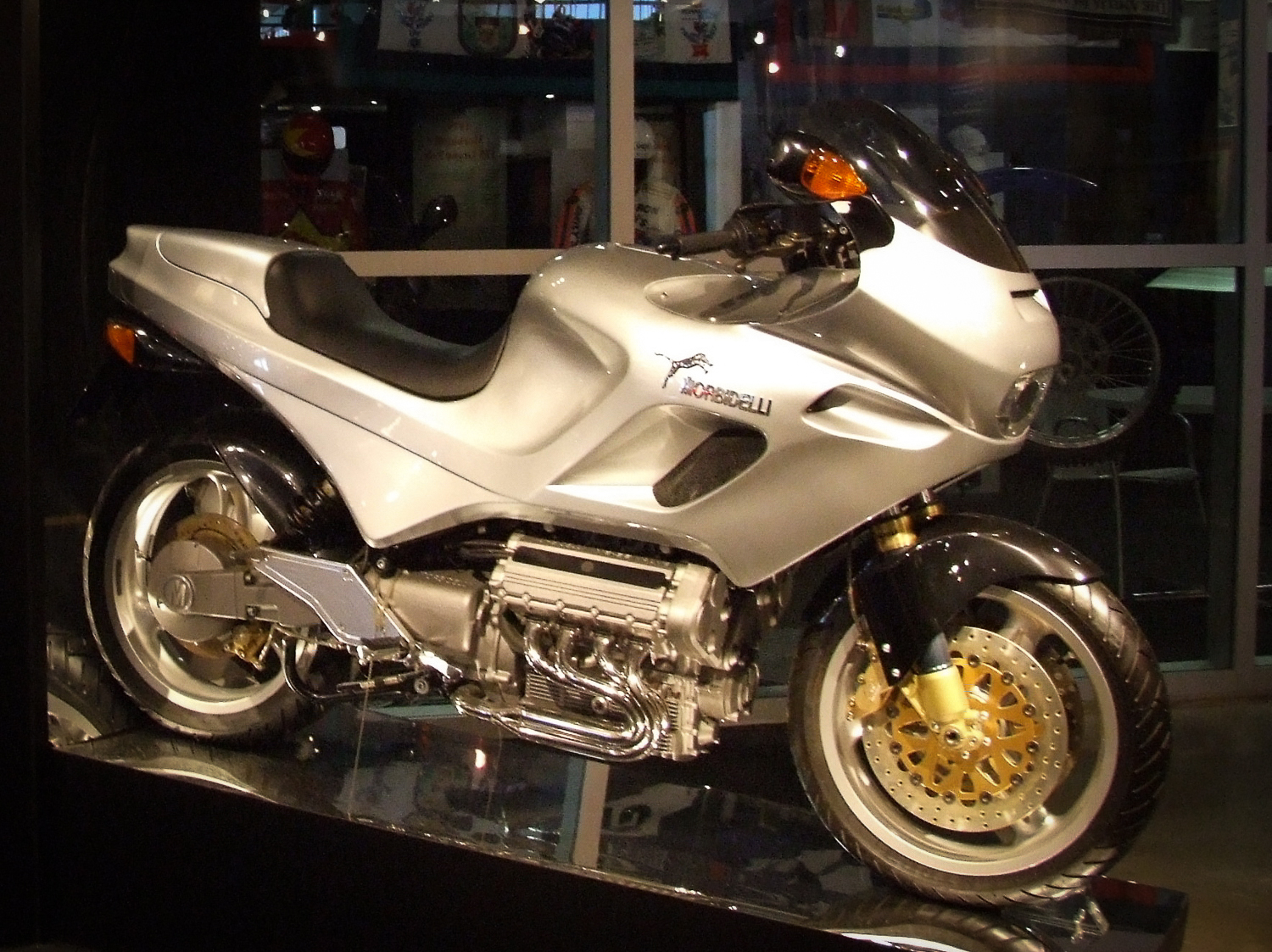
Morbidelli V8 (1997) im Barber Vintage Motorsports Museum
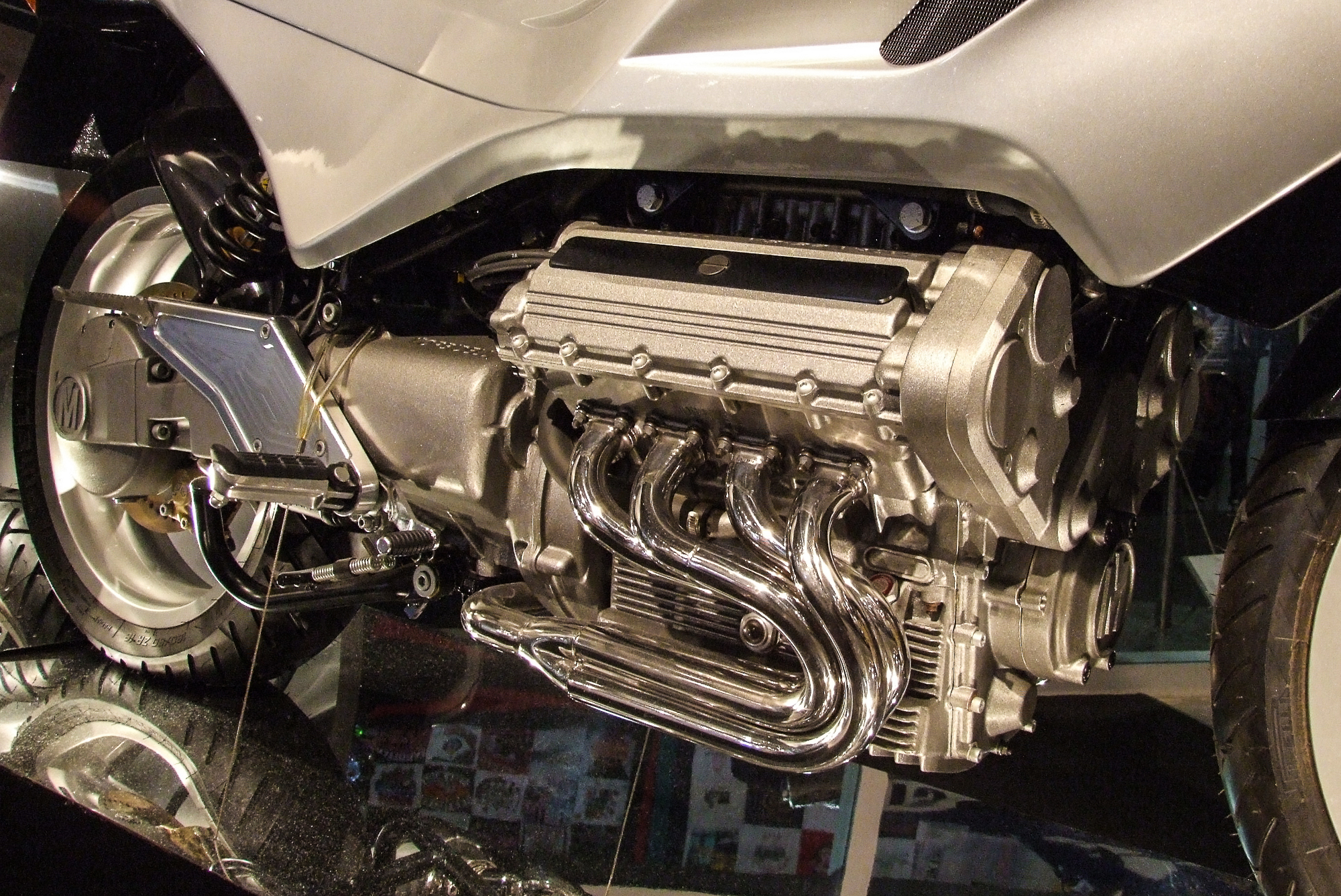
Motor und Antriebsstrang einer Morbidelli V8
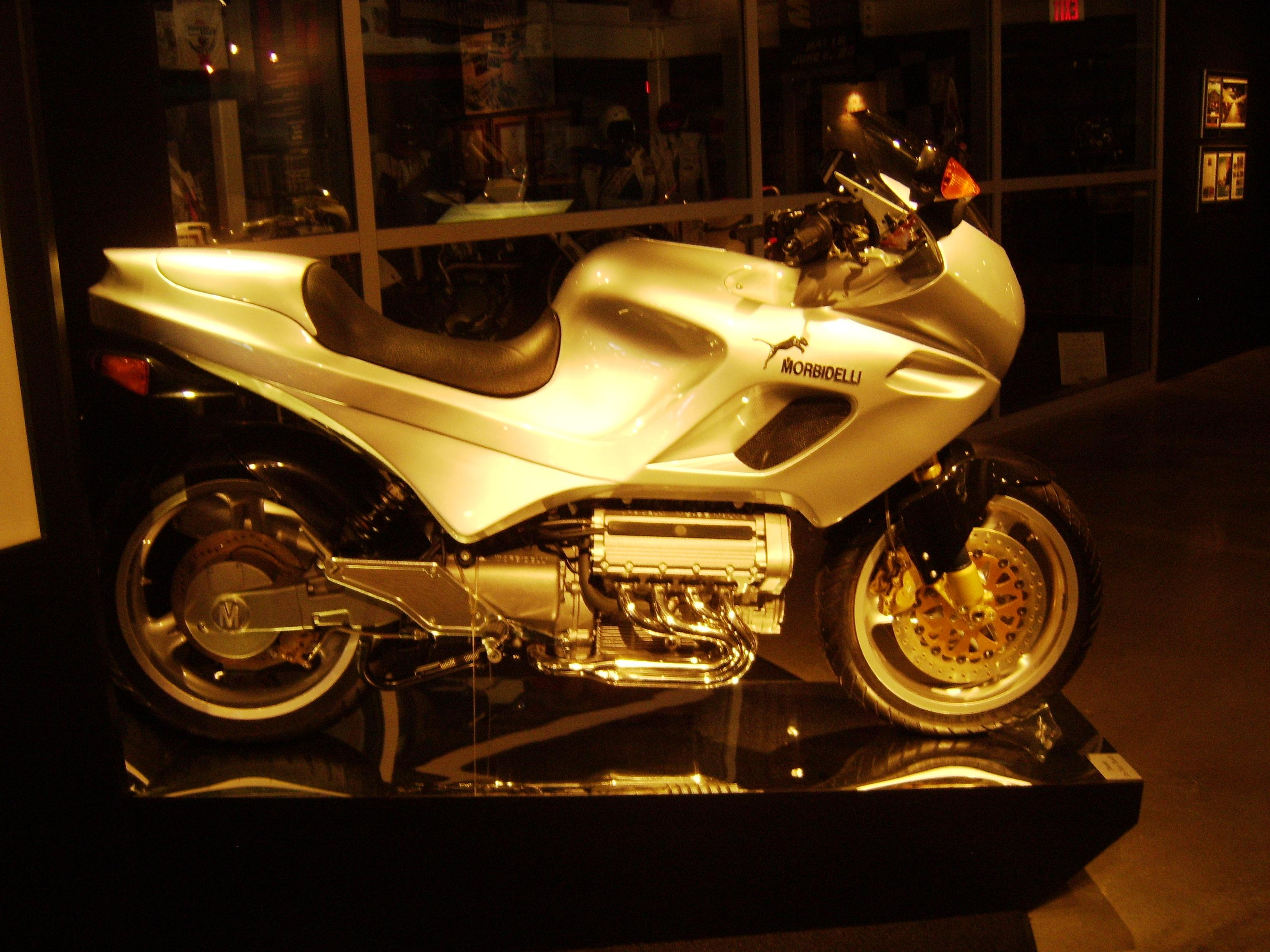
Morbidelli V8 (1997) im Barber Vintage Motorsports Museum